# Tifone Fengshen
Il tifone Fengshen (cinese semplificato: 风神, cinese tradizionale: 風神, designazione internazionale: 0806, designazione JTWC: 07W, nome PAGASA: Frank) è il sesto ciclone tropicale della stagione degli uragani nel Pacifico 2008.
Ha causato ingenti danni nelle Filippine, con 664 morti e 1007 dispersi. Circa 124 persone della nave Princess of the Stars delle Linee Sulpicio sono morte e altre 730 disperse.